# Tyson Gay
Tyson Gay, ameriški atlet, * 9. avgust 1982. 
Gay je na svetovnih prvenstvih  skupno osvojil 3 zlate in 1 srebrno medaljo.